# نونی بائو
جونالی میکائلا پارمنیوس (به انگلیسی: Jonnali Mikaela Parmenius؛ زادهٔ ۹ اوت ۱۹۸۷) که بیشتر با نام هنری نونی بائو (به انگلیسی: Noonie Bao) شناخته شده‌؛ خواننده، ترانه‌پرداز و تهیه‌کننده موسیقی سوئدی است.
وی برای هنرمندانی نظیر: دان دیابلو، ایوا مکس، کیتی پری، زارا لارسن، چارلی ایکس‌سی‌ایکس، کامیلا کبیو، زد، آویچی، کیگو، دیوید گتا، کلین بندیت، اِلِسو، جان گوچ و کارلی ری جپسن، ترانه نوشته است؛ که از این میان زارا لارسون، آویچی و اِلِسو هم‌تبار نونی بائو هستند.